# ورچیکس
ورچیکس (به فرانسوی: Verchaix) یک کمون در فرانسه است که در Canton of Samoëns واقع شده‌است.

## خصوصیات
ورچیکس ۱۵٫۸۹ کیلومترمربع مساحت و ۶۴۸ نفر جمعیت دارد و ۷۸۸ متر بالاتر از سطح دریا واقع شده‌است.